# Contigo quiero estar
«Contigo quiero estar» es una canción escrita por Alejandro Montealgre para Selena. La canción alcanzó el Billboard Latin Songs en el #8 en 1989. La canción fue lanzada en el Selena (EMI Latin album). La canción se convirtió en primer sencillo de EMI Records.

## Funcionamiento de la carta
| Carta (1989)                       | Posición más alta |
| ---------------------------------- | ----------------- |
| EE. UU. Billboard Hot Latin Tracks | 8                 |